# Grava församling
Grava församling är en församling i Södra Värmlands kontrakt i Karlstads stift. Församlingen ligger i Karlstads kommun i Värmlands län och utgör ett eget pastorat.

## Administrativ historik
Församlingen har medeltida ursprung. 1 november 1908 utbröts Forshaga församling.
Församlingen var till 5 mars 1584 annexförsamling i pastoratet Tingvalla, Grava och Hammarö för att därefter till 1591 utgöra ett eget pastorat. Från 1591 till 7 december 1649 annexförsamling i pastoratet Karlstads stadsförsamling, Karlstads landsförsamling och Grava och som till 1595 även omfattade Hammarö församling. Från 7 december 1647 till 1 maj 1908 utgjorde församlingen ett eget pastorat för att därefter till 1 maj 1919 vara moderförsamling i pastoratet Grava och Forshaga för att därefter utgöra ett eget pastorat.

## Organister
| Period    | Namn        | Levnadstid | Övrigt   |
| --------- | ----------- | ---------- | -------- |
| 1863-1901 | Simon Levin | 1834-1914  | Organist |

## Kyrkor
- Grava kyrka